# Fiodor Lapoukhov
Fiodor Iourievitch Lapoukhov (en russe : Фёдор Юрьевич Лапоухов) ou Fiodar Iourievitch Lapavoukhaw (en biélorusse : Фёдар Юр'евіч Лапавухаў), né le 20 juin 2003 à Minsk, est un footballeur international biélorusse qui évolue au poste de gardien de but au CSKA Sofia.

## Biographie

### En sélection
Passé par l'équipe espoirs en 2023, Lapoukhov fait ses débuts avec l'équipe nationale biélorusse le 11 juin 2024 lors d'un match amical contre Israël au Stade Ferenc-Szusza de Budapest, en Hongrie. Il remplace Sergueï Ignatovitch (en) à la 80e minute. Lapoukhov encaisse le dernier but du match, pour une victoire finale d'Israël 4 buts à 0.

## Statistiques
| Saison                    | Club                      | Championnat               | Championnat | Championnat | Coupe(s) nationale(s) | Coupe(s) nationale(s) | Supercoupe | Supercoupe | Compétition(s) continentale(s) | Compétition(s) continentale(s) | Compétition(s) continentale(s) | Biélorussie | Biélorussie | Total | Total |
| Saison                    | Club                      | Division                  | M.          | B.          | M.                    | B.                    | M.         | B.         | Comp.                          | M.                             | B.                             | M.          | B.          | M.    | B.    |
| 2021                      | FK Lida (prêt)            | Perchaïa Liha             | 10          | 0           | 0                     | 0                     | -          | -          | -                              | -                              | -                              | -           | -           | 10    | 0     |
| 2022                      | Dinamo Minsk              | Vycheïchaïa Liha          | 0           | 0           | 0                     | 0                     | -          | -          | -                              | -                              | -                              | -           | -           | 0     | 0     |
| 2023                      | Dinamo Minsk              | Vycheïchaïa Liha          | 20          | 0           | 0                     | 0                     | -          | -          | C4                             | 2                              | 0                              | -           | -           | 22    | 0     |
| 2024                      | Dinamo Minsk              | Vycheïchaïa Liha          | 28          | 0           | 5                     | 0                     | 1          | 0          | C1+C3+C4                       | 4+4+6                          | 0+0+0                          | 7           | 0           | 55    | 0     |
| Sous-total - Dinamo Minsk | Sous-total - Dinamo Minsk | Sous-total - Dinamo Minsk | 48          | 0           | 5                     | 0                     | 1          | 0          | -                              | 16                             | 0                              | 7           | 0           | 77    | 0     |
| 2024-2025                 | CSKA Sofia                | Prva Liga                 | 10          | 0           | 2                     | 0                     | -          | -          | -                              | -                              | -                              | 1           | 0           | 13    | 0     |
| Total sur la carrière     | Total sur la carrière     | Total sur la carrière     | 68          | 0           | 7                     | 0                     | 1          | 0          | -                              | 16                             | 0                              | 8           | 0           | 100   | 0     |

## Palmarès
| Dinamo Minsk (2) - Championnat de Biélorussie (2) : - Vainqueur en 2023 et 2024. - Supercoupe de Biélorussie : - Finaliste en 2024. |  | CSKA Sofia - Coupe de Bulgarie : - Finaliste en 2025 |

### Distinctions individuelles
- Footballeur biélorusse de l'année en 2024[4].